# Oncidium reichenheimii
Oncidium reichenheimii là một loài thực vật có hoa trong họ Lan. Loài này được (Linden & Rchb.f.) Garay & Stacy mô tả khoa học đầu tiên năm 1974.

## Hình ảnh

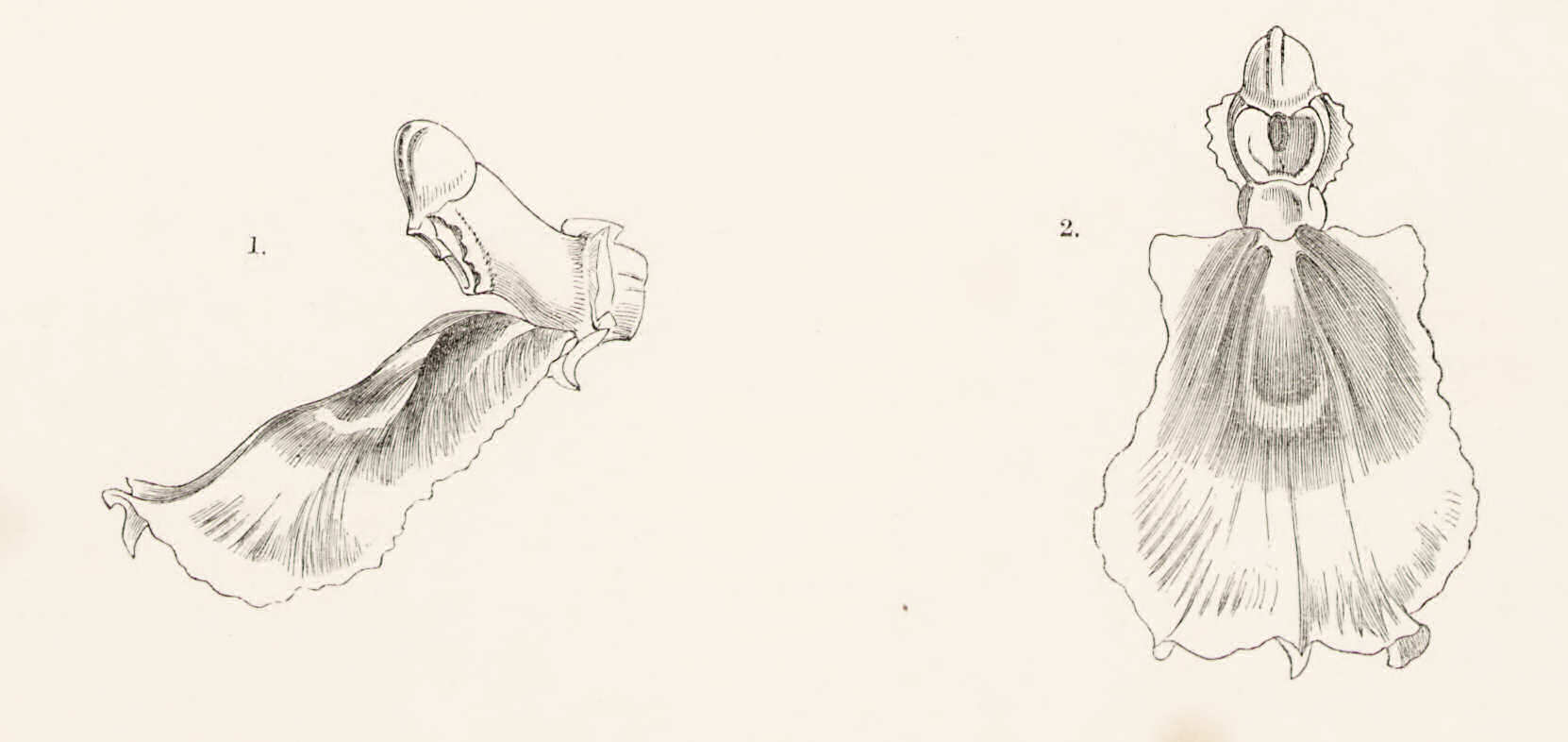